# Duplicaria helenae
Duplicaria helenae é uma espécie de gastrópode do gênero Duplicaria, pertencente à família Terebridae.